# 413 av. J.-C.
Cette page concerne l'année 413 av. J.-C. du calendrier julien proleptique.

## Événements
- Fin mars, guerre du Péloponnèse : 
  - Démosthène quitte Athènes avec 73 navires, 5 000 hoplites et de l’infanterie légère, soit 15 000 hommes dont 3 000 Athéniens ; il ravage les côtes de Laconie[1].
  - Invasion de l’Attique par les Péloponnésiens et occupation de Décélie[2].
- Avril[3] : occupation du dème de Décélie par les Spartiates du roi Agis II. Agis ravage depuis cette position toute l'Attique tandis que l'exploitation des mines du Laurion est arrêtée, ce qui ajoute aux embarras financiers d'Athènes. 20 000 esclaves des mines du Laurion profitent de la situation pour déserter[4].
- Mai : Gylippe s’empare par surprise des trois forts du Plemmyrion, tenus par les Athéniens face au port de Syracuse[2].

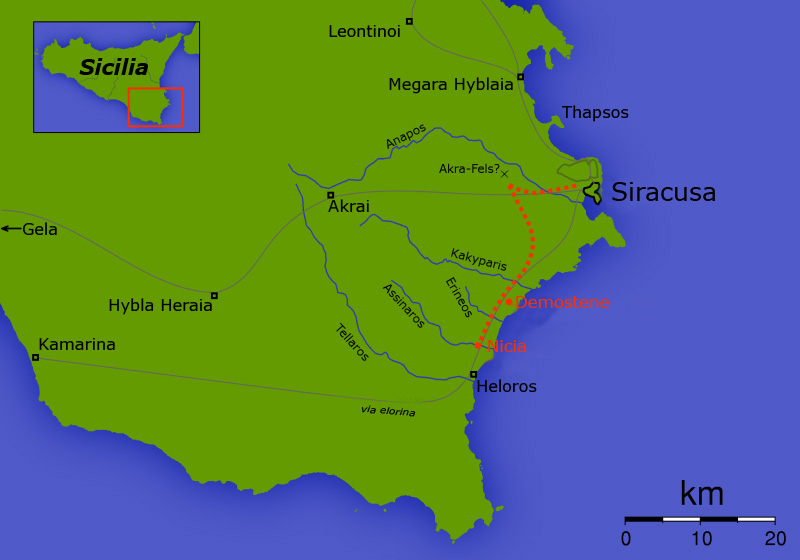
Guerre du Péloponnèse : désastre de l’expédition athénienne en Sicile.

- Fin juillet : Démosthène et ses troupes rejoignent Nicias et Eurymédon en Sicile[2]. Les Syracusains reçoivent eux aussi des renforts et améliorent leur technique navale, en renforçant la proue de leurs navires.
- Août : les Athéniens, d’abord victorieux de nuit sur le plateau des Épipoles, se font refouler par Syracuse et le combat se termine en désastre. Nicias, redoutant la réaction des Athéniens, tarde à assurer sa retraite[2]. Une éclipse de lune (27 août[5]) l’incite à reculer son départ de 27 jours.
- 16 septembre : désastre de l’Assinaros[2]. Quand Nicias s’efforce de partir, les Syracusains, victorieux sur mer, réussissent à bloquer l’entrée du port de Syracuse en y emprisonnant la flotte athénienne. Les Athéniens, supérieurs en nombre, tentent de forcer le blocus, mais disposant de peu de place pour manœuvrer, ils sont harponnés et abordés par les navires syracusains, victorieux à nouveau. Les deux camps subissent de lourdes pertes, mais les Athéniens, démoralisés, refusent de reprendre la mer et la retraite se fait par voie de terre. 40 000 hommes épuisés sont répartis en deux corps. Démosthène se fait encercler et capitule, tandis que Nicias, vaincu dans le lit de l’Assinaros, doit se rendre à Gylippe. Nicias et Démosthène sont exécutés, et les soldats athéniens finissent comme esclaves dans les Latomies (carrières de pierre).

- Fin septembre-début octobre : consternation à Athènes à l’annonce du désastre. Les Athéniens nomment une commission de 10 probouloi, dont fait partie Sophocle, pour réformer les institutions et tenter d’améliorer la situation[2].
- 21 octobre[6] : à Rome, entrée en fonction de tribuns militaires à pouvoir consulaire : Lucius Valerius Potitus, Cnaeus Cornelius Cossus, Quintus Fabius Vibulanus Ambustus, M. Postumius Albinus Regillensis[7].
- Automne : Darius exige à nouveau le tribut des cités ioniennes.
- Hiver 413-412 av. J.-C. :
  - Tissapherne, nommé satrape de Lydie et de Carie, envoie une ambassade à Sparte[2].
  - Les cités de l'Eubée font part au roi de Sparte de leur désir de faire défection de la Ligue de Délos[2].
  - Fortification du cap Sounion par les Athéniens[2].
  - Scandale à Sparte provoqué par la liaison de Timaïa, fille de Stilpon et femme du roi Agis II, avec Alcibiade[2].

- Début du règne d'Archélaos, roi de Macédoine (fin en 399 av. J.-C.). Il entreprend des innovations importantes pour le développement du commerce (routes), des lettres et des arts en Macédoine. Il construit des forteresses et dote son royaume de puissants moyens militaires[8]. Vers 410  av. J.-C., il établit sa capitale à Pella.
- Endios est nommé éphore de Sparte (fin en 412 av. J.-C.)[9].

- En Inde, la dynastie Shaishunâga succède à la dynastie Haryanka sur le trône du Magadha (fin en 364 av. J.-C.)[10].

## Naissances
- Diogène de Sinope (date approximative)

## Décès
- Perdiccas II, roi de Macédoine, qui avait pratiqué durant la guerre du Péloponnèse une politique de bascule (légèrement favorable à Sparte cependant) afin d'agrandir ses États.
- Nicias
- Démosthène